# Aleš Gorza
Aleš Gorza (* 20. Juli 1980 in Črna na Koroškem) ist ein ehemaliger slowenischer Skirennläufer. Er war zunächst auf die Disziplinen Slalom und Riesenslalom spezialisiert und entwickelte sich später zu einem guten Super-G-Fahrer. Gorza erreichte zwei Podestplätze im Weltcup und fuhr bei Weltmeisterschaften und Olympischen Spielen zweimal unter die schnellsten zehn.

## Biografie
Gorza begann in der Saison 1995/1996 mit Starts bei FIS-Rennen und nationalen Meisterschaften. Von 1998 bis 2000 nahm er an drei Juniorenweltmeisterschaften teil, bei denen er sich neben einigen Ausfällen meist im Mittelfeld platzierte und als bestes Ergebnis den 22. Platz in der Abfahrt des Jahres 2000 erreichte. Nach mehreren Podestplätzen bei FIS-Rennen kam Gorza ab der Saison 2000/01 regelmäßig im Europacup zum Einsatz. Die ersten Starts in dieser Rennserie hatte er im Januar 1999. In seiner ersten vollen Europacupsaison konnte sich Gorza nur selten unter den besten 30 platzieren, doch im Winter 2001/02 fuhr er bereits dreimal unter die schnellsten 15. Im selben Winter kam Gorza auch zu ersten Einsätzen im Weltcup, bei denen er sich noch nicht für den zweiten Durchgang qualifizierte.
In der Saison 2002/03 fuhr Gorza nur noch wenige Europacuprennen, sondern konzentrierte sich vorrangig auf den Weltcup. Er gewann die ersten Weltcuppunkte am 16. Dezember 2002 mit Platz 18 im K.o.-Slalom von Sestriere, konnte sich vorerst aber nur selten für einen zweiten Durchgang qualifizieren. Sein bestes Weltcupergebnis blieb knapp zwei Jahre lang ein 14. Platz im Riesenslalom von Adelboden am 14. Januar 2003. Im Europacup erzielte er in der Saison 2003/04 zwei Podestplätze. Bei seinen ersten Weltmeisterschaften 2003 in St. Moritz überraschte Gorza, als er im Riesenslalom den vierten Platz erreichte. Kurz danach gewann er seine ersten von insgesamt sechs slowenischen Meistertiteln.
Im Januar und März 2005 fuhr Gorza mit Platz neun im Riesenslalom von Adelboden und Rang zehn im Riesenslalom von Lenzerheide erstmals im Weltcup unter die schnellsten zehn. Ab diesem Zeitpunkt konnte er sich nun regelmäßig für zweite Durchgänge qualifizieren. Bei Großveranstaltungen kam Gorza im Gegensatz zum Weltcup vorerst nicht mehr unter die schnellsten zehn. Bei den Olympischen Winterspielen 2006 und den Weltmeisterschaften 2005 bis 2009 erzielte er als jeweils bestes Ergebnis Platzierungen zwischen Rang 15 und Rang 19.
Nachdem Gorza im Weltcup zuvor nur in den technischen Disziplinen Slalom und Riesenslalom gestartet war, nahm er ab 2006 auch an Super-Kombinationen teil. Bereits in seiner zweiten Weltcup-Super-Kombination am 30. November 2006 in Beaver Creek erreichte er den fünften Platz, was ihm 15 Monate später auch in der Super-Kombination von Val-d’Isère gelang. Ab Ende des Jahres 2006 folgten immer öfters Starts im Super-G, während er im Slalom ab 2008 kaum noch antrat, im Riesenslalom aber weiterhin regelmäßig startete. Der Super-G entwickelte sich rasch zu Gorzas stärkster Disziplin. Er fuhr am 3. Dezember 2007 mit Platz neun in Beaver Creek erstmals unter die schnellsten zehn und erreichte am 21. Februar sowie am 13. März 2008 mit zwei dritten Plätzen in Whistler und Bormio zwei Podestplatzierungen, womit er in der Saison 2007/08 13. im Super-G-Weltcup wurde.
In den nächsten Jahren konnte Gorza diese Ergebnisse nicht wiederholen. Bis Ende der Saison 2009/10 fuhr er noch in drei Super-G knapp unter die besten zehn und in ebenso vielen Riesenslaloms unter die schnellsten 20. Zudem belegte er bei der Hahnenkammkombination 2009 in Kitzbühel den siebten Rang. Bei seinen zweiten Olympischen Winterspielen 2010 in Vancouver fuhr er im Super-G auf Rang elf und im Riesenslalom auf Rang zehn. In seiner letzten Weltcupsaison 2010/11 konnte Gorza nur noch in zwei Rennen punkten, wobei sein bestes Resultat der 19. Platz im Super-G von Kitzbühel war. Im Super-G der Weltmeisterschaften 2011 in Garmisch-Partenkirchen fuhr er auf Rang 22. Gorza wurde 2011 aus der slowenischen Nationalmannschaft entlassen, fuhr im Winter 2011/12 nur noch einige FIS-Rennen und beendete schließlich seine Karriere.

## Erfolge

### Olympische Spiele
- Turin 2006: 15. Kombination, 33. Super-G
- Vancouver 2010: 10. Riesenslalom, 11. Super-G

### Weltmeisterschaften
- St. Moritz 2003: 4. Riesenslalom, 12. Kombination
- Bormio 2005: 18. Riesenslalom, 24. Super-G
- Åre 2007: 19. Super-G, 39. Abfahrt
- Val-d’Isère 2009: 16. Super-G, 23. Riesenslalom
- Garmisch-Partenkirchen 2011: 22. Super-G

### Weltcup
- 2 Podestplätze, weitere 10 Platzierungen unter den besten zehn

### Juniorenweltmeisterschaften
- Megève 1998: 23. Super-G, 38. Abfahrt
- Pra Loup 1999: 35. Riesenslalom, 39. Abfahrt
- Québec 2000: 22. Abfahrt

### Weitere Erfolge
- 6 slowenische Meistertitel:
  - 4× Riesenslalom (2003, 2004, 2005 und 2007)
  - 2× Kombination (2003 und 2005)
- 2 Podestplätze im Europacup
- 1 Sieg im South American Cup
- 3 Siege in FIS-Rennen